# マシュー・メセルソン
マシュー・メセルソン（Matthew Stanley Meselson、1930年5月24日 - ）はアメリカ合衆国の遺伝学者、分子生物学者。
コロラド州デンバー出身。1951年にシカゴ大学を卒業、ライナス・ポーリングに師事する。1957年に密度遠心分離法によりDNAの半保存的複製を証明した。1961年からハーバード大学の分子生物学教授。1963年から軍備管理軍縮局のコンサルタントを務める。

## 経歴

### 生い立ち
コロラド州のデンバーで生まれ、カリフォルニア州ロサンゼルスの小学校および高校に通っていた。若い頃、彼は化学と物理学に興味を持つようになり、自宅で自然科学の実験を多く行った。また、第二次世界大戦中、夏休み期間にサマースクールに通い、1年半早く卒業するのに十分な高校単位を取得した。しかし、彼が学務部長から卒業証書を受け取ろうとしたとき、3年間分の体育が必要であり、彼はそれが欠けていたと知らされた。他の選択肢を探したのち、彼は1946年に16歳で高校の卒業証書を必要としないシカゴ大学に入学し、化学を勉強するつもりだった。

### 高等教育
シカゴ大学で彼は、大学で化学や物理学などの専門分野の博士号が廃止されたことを知り、1946年から1949年まで、学部生として歴史や古典を含む教養を学んだ。その翌年、カルテックにて彼は大好きだったライナス・ポーリングの新入生化学コースを履修し、ヘモグロビンの構造に関するプロジェクトに取り組んだ。
メセルソンはその後、他の学位を取得していなかったが、化学、物理学、数学のコースを履修するためにシカゴ大学へ戻った。

## 栄誉・受賞
- 1963年 米国科学アカデミー賞分子生物学部門
- 1966年 グッゲンハイム・フェロー
- 1984年 マッカーサー・フェロー、王立協会外国人会員
- 1995年 トーマス・ハント・モーガン・メダル
- 2004年 ラスカー・コシュランド医学特別業績賞
- 2008年 メンデル・メダル